# Byrrhus signatus
Byrrhus signatus là một loài bọ cánh cứng trong họ Byrrhidae. Loài này được Sturm miêu tả khoa học năm 1823.